# Härjedalspartiet
Härjedalspartiet är ett lokalt politiskt parti i Härjedalens kommun, som 

## Historik
Härjedalspartiet bildades inför valet till kommunfullmäktige 2014. Grundare var Olle Larsson, som under en tid var partiledare. I valet till kommunfullmäktige 2014 fick partiet 6,80 procent av rösterna vilket motsvarade 457 röster och fick därmed tre mandat i kommunfullmäktige, som då hade 39 platser. I valet till kommunfullmäktige i Härjedalens kommun 2018 fick partiet 10,06 procent av rösterna vilket motsvarade 672 röster och fick därmed tre av kommunfullmäktiges 31 platser.
Härjedalspartiet sammarbetade under några år med Landsbygdspartiet oberoende i en valteknisk samverkan, men lämnade det 2020 på grund av oenighet om partiets framtida väg.
I valet 2022 fick partiet 424 röster till kommunfullmäktige vilket innebar 6,42 procent av rösterna.

## Valresultat
| År   | Röster | %    | Mandat  |
| ---- | ------ | ---- | ------- |
| 2014 | 457    | 6,80 | 3 av 39 |
| 2018 | -      | -    | 0 av 31 |
| 2022 | 424    | 6,42 | 2 av 31 |